# Бій за Слов'янськ (1919)
Бої за Слов'янськ тривали під час боїв за Донбас у травні 1919 року між 8-ю та 13-ю арміями РСЧА і білокозацькими підрозділами Збройних сил Півдня Росії. Слов'янськ був захоплений білими.

## Історія
22 травня 1919 року Денікін заявив, що Добровольча армія зайняла Слов'янськ і відкинула 8-му та 13-ту армії РСЧА за Сіверський Донець. Насправді це не відповідало дійсності. 
На Слов'янському напрямку діяли кубанські пластуни і Терська кінна дивізія з корпусу Шкуро. 22 травня пластуни зайняли ст. Краматорську і с. Петрівка та вели наступальні бої в напрямку Слов'янська.
При активній підтримці Терської дивізії, білі пішли в наступ на Слов'янськ. Кіннота Шкуро (Терська дивізія ген. Топоркова) обійшла Слов'янськ зліва і перерізала лінію залізниць зі Слов'янська на Лозову біля ст. Бантишеве, зайшовши в тил червоним. Водночас пластуни стрімкою атакою вибили червоних з усіх позицій і увірвалися в місто, знищуючи всіх, хто чинив опір.
У Слов'янську вони захопили величезну кількість трофеїв: багато полонених, гармати, кулемети, значну кількість рухомого складу, 30 паровозів. Залишки 13-ї армії відступили на ст. Лозову і за Сіверський Донець на ст. Лиман.